# Taste It
"Taste It" es el trigésimo cuarto disco sencillo del grupo australiano de rock INXS, el cuarto desprendido de su octavo álbum de estudio Welcome to Wherever You Are, y fue publicado el 12 de noviembre de 1992. La canción fue escrita por Andrew Farriss y Michael Hutchence. 
El sencillo alcanzó el puesto 21 en Reino Unido y el 36 en Australia entre otros.
Hubo dos vídeos de la canción; el primero realizado por Baillie Walsh fue prohibido por algunas cadenas de televisión como MTV por su contenido erótico. Richard Lowenstein realizó otro video comercial inspirado en una actuación de la banda en el Centennial Park de Sídney.
Como lado B se incluye el tema "Light the Planet" de Kirk Pengilly.

## Formatos
Formatos del sencillo.
En disco de vinilo de 7"
7 pulgadas. 1992 Mercury Records 864 662-7 . 1992 Mercury Records INXS23 
| Lado A |            |                                    |          |  |
| N.º    | Título     | Escritor(es)                       | Duración |  |
| 1.     | «Taste It» | Andrew Farriss y Michael Hutchence | 3:21     |  |

| Lado B |                    |               |          |  |
| N.º    | Título             | Escritor(es)  | Duración |  |
| 1.     | «Light the Planet» | Kirk Pengilly | 2:51     |  |

En Casete
| Casete. 1992 Atlantic Records 4-87409 |                   |                                    |          |  |
| N.º                                   | Título            | Escritor(es)                       | Duración |  |
| 1.                                    | «Taste It»        | Andrew Farriss y Michael Hutchence | 3:21     |  |
| 2.                                    | «11th Revolution» | Tim Farriss                        | 3:20     |  |

| Casete. 1992 Mercury Records 864 662-4 |                    |                                    |          |  |
| N.º                                    | Título             | Escritor(es)                       | Duración |  |
| 1.                                     | «Taste It»         | Andrew Farriss y Michael Hutchence | 3:21     |  |
| 2.                                     | «Light the Planet» | Kirk Pengilly                      | 2:51     |  |

| Casete. 1992 East West Records 450991293-4 |                     |                                    |          |  |
| N.º                                        | Título              | Escritor(es)                       | Duración |  |
| 1.                                         | «Taste It»          | Andrew Farriss y Michael Hutchence | 3:21     |  |
| 2.                                         | «Taste It» (12 mix) | Andrew Farriss y Michael Hutchence | 4:43     |  |
| 3.                                         | «Not Enough Time»   | Andrew Farriss y Michael Hutchence | 4:20     |  |

En CD
| Mini CD 1992 East West Records WMD5-4123 |                     |                                    |          |  |
| N.º                                      | Título              | Escritor(es)                       | Duración |  |
| 1.                                       | «Taste It»          | Andrew Farriss y Michael Hutchence | 3:21     |  |
| 2.                                       | «Taste It» (12 mix) | Andrew Farriss y Michael Hutchence | 4:43     |  |

| CD 1992 Mercury Records 864 662-2 |                    |                                    |          |  |
| N.º                               | Título             | Escritor(es)                       | Duración |  |
| 1.                                | «Taste It»         | Andrew Farriss y Michael Hutchence | 3:21     |  |
| 2.                                | «Light the Planet» | Kirk Pengilly                      | 2:51     |  |

| CD 1992 Atlantic Records 87409-2 |                         |                                    |          |  |
| N.º                              | Título                  | Escritor(es)                       | Duración |  |
| 1.                               | «Taste It»              | Andrew Farriss y Michael Hutchence | 3:21     |  |
| 2.                               | «Questions (No Vocals)» | Andrew Farriss                     | 4:50     |  |

| CD 1992 East West Records 450991293-2 |                     |                                    |          |  |
| N.º                                   | Título              | Escritor(es)                       | Duración |  |
| 1.                                    | «Taste It»          | Andrew Farriss y Michael Hutchence | 3:21     |  |
| 2.                                    | «Taste It» (12 mix) | Andrew Farriss y Michael Hutchence | 4:43     |  |
| 3.                                    | «Not Enough Time»   | Andrew Farriss y Michael Hutchence | 4:20     |  |

| CD 1992 Mercury Records 864 685-2 . 1992 Mercury Records INXCD 23 |                                       |                                    |          |  |
| N.º                                                               | Título                                | Escritor(es)                       | Duración |  |
| 1.                                                                | «Taste It»                            | Andrew Farriss y Michael Hutchence | 3:21     |  |
| 2.                                                                | «Taste It» (Youth 12" mix)            | Andrew Farriss y Michael Hutchence | 4:43     |  |
| 3.                                                                | «Suicide Blonde» (Oakenfold Milk Mix) | Andrew Farriss y Michael Hutchence | 5:42     |  |
| 4.                                                                | «Light the Planet»                    | Kirk Pengilly                      | 2:51     |  |

| CD 1992 Mercury Records INXCB 23 |                                       |                                    |          |  |
| N.º                              | Título                                | Escritor(es)                       | Duración |  |
| 1.                               | «Taste It» (Youth A cappella Mix)     | Andrew Farriss y Michael Hutchence | 3:56     |  |
| 2.                               | «Suicide Blonde» (Oakenfold Milk Mix) | Andrew Farriss y Michael Hutchence | 5:42     |  |
| 3.                               | «Disappear» (Morales Mix)             | Jon Farriss y Michael Hutchence    | 6:37     |  |
| 4.                               | «Bitter Tears» (Lorimer 12" Mix)      | Andrew Farriss y Michael Hutchence | 6:36     |  |